# Per Ahlmark
Per Axel Ahlmark (ur. 15 stycznia 1939 w Sztokholmie, zm. 8 czerwca 2018) – szwedzki polityk, wicepremier Szwecji w latach 1976–1978 i lider Ludowej Partii Liberałów w latach 1975–1978.